# Haludbani
Haludbani è una suddivisione dell'India, classificata come census town, di 19.933 abitanti, situata nel distretto del Singhbhum Orientale, nello stato federato del Jharkhand. In base al numero di abitanti la città rientra nella classe IV (da 10.000 a 19.999 persone).

## Geografia fisica
La città è situata a 22° 44' 38 N e 86° 12' 25 E.

## Società

### Evoluzione demografica
Al censimento del 2001 la popolazione di Haludbani assommava a 19.933 persone, delle quali 10.252 maschi e 9.681 femmine. I bambini di età inferiore o uguale ai sei anni assommavano a 2.360, dei quali 1.261 maschi e 1.099 femmine. Infine, coloro che erano in grado di saper almeno leggere e scrivere erano 14.056, dei quali 8.014 maschi e 6.042 femmine.